# Gelijkenis van de wijze en de dwaze meisjes
De gelijkenis van de wijze en de dwaze meisjes, ook wel (verouderd) gelijkenis van de wijze en de dwaze maagden, is een gelijkenis van Jezus in Matteüs 25:1-13 in het Nieuwe Testament.

## De gelijkenis
Tien meisjes gingen met hun olielampen een bruidegom tegemoet. Vijf wijze meisjes namen extra olie mee in kruiken; vijf dwaze meisjes deden dit niet. De bruidegom liet op zich wachten en de meisjes vielen in slaap. Midden in de nacht werd geroepen: "Daar is de bruidegom!" De vijf wijze meisjes vulden hun lampen. De vijf dwaze hadden geen olie meer en vroegen de wijze meisjes om olie. De wijze meisjes weigerden hun olie te delen en suggereerden deze zelf maar te kopen. Toen de dwaze meisjes op zoek waren naar olie, kwam de bruidegom en nam de wijze meisjes mee naar binnen voor het bruiloftsfeest. De deur werd achter hen gesloten. Toen de dwaze meisjes terugkwamen en de bruidegom vroegen voor hen open te doen, zei de bruidegom: "Ik verzeker jullie, ik ken jullie niet".
De gelijkenis werd gevolgd door: "Wees dus waakzaam, want jullie weten niet op welke dag en op welk tijdstip Hij komt".

## Interpretatie
De gelijkenis wordt vaak gezien als een vermaning aan Jezus' leerlingen waakzaam te zijn, omdat ze niet weten wanneer de wederkomst van Jezus zal zijn. Uit de gelijkenis wordt opgemaakt dat niet allen die het koninkrijk van God verwachten, gereed zullen zijn. Bij de wederkomst van Jezus, de bruidegom, wordt duidelijk wie er wel en niet bij hem en zijn koninkrijk horen.
Jezus zei dat het met koninkrijk van de hemel zou zijn als met tien meisjes. Het koninkrijk van de hemel is het koninkrijk van God. De verdeling in twee keer vijf meisjes geeft aan dat de scheiding dwars door de groep loopt (vergelijk Matteüs 24:40-41). Die scheiding is te zien nadat de olie van de dwaze meisjes op is; daarvoor waren het 10 meisjes die met geloof (de brandende olielamp) in het leven staan. De dwaze meisjes verwachtten de bruidegom snel, de wijze meisjes waren op een laat tijdstip voorbereid.
Net als God in de Hebreeuwse Bijbel als echtgenoot werd aangeduid (Jesaja 54:4-6; Jeremia; 31:32; Ezra 16 en Hosea 2:16,19), werd Jezus ook aangeduid als een bruidegom (Matteüs 9:14-15). De verhouding van bruid en bruidegom beeldt Jezus relatie met zijn leerlingen uit, vergelijkbaar met hoe Gods relatie met de Israëlieten in de Hebreeuwse Bijbel wordt afgebeeld.
Uit het verhaal is op te maken dat de meisjes buiten (het huis) zijn: ze hebben de eeuwigheid nog niet bereikt. Het is midden in de nacht, een aanduiding voor een donkere tijd, verzoeking en verleiding. Na de roep "De bruidegom komt" (volgens Frederik Willem Grosheide afkomstig van de stoet van de bruidegom) stonden de wijze meisjes klaar om te worden opgepikt door de bruidegom (Jezus). Het feest kon beginnen in het huis. De dwaze meisjes waren er niet klaar voor, moesten weggaan om olie te kopen en werden later niet toegelaten tot het huis.

## Kunst
Deze gelijkenis is veelvuldig afgebeeld en was een van de populairste gelijkenissen in de middeleeuwen.

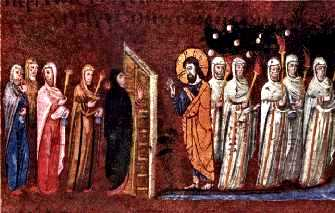
De wijze en dwaze meisjes in de Codex purpureus Rossanensis (6e eeuw)
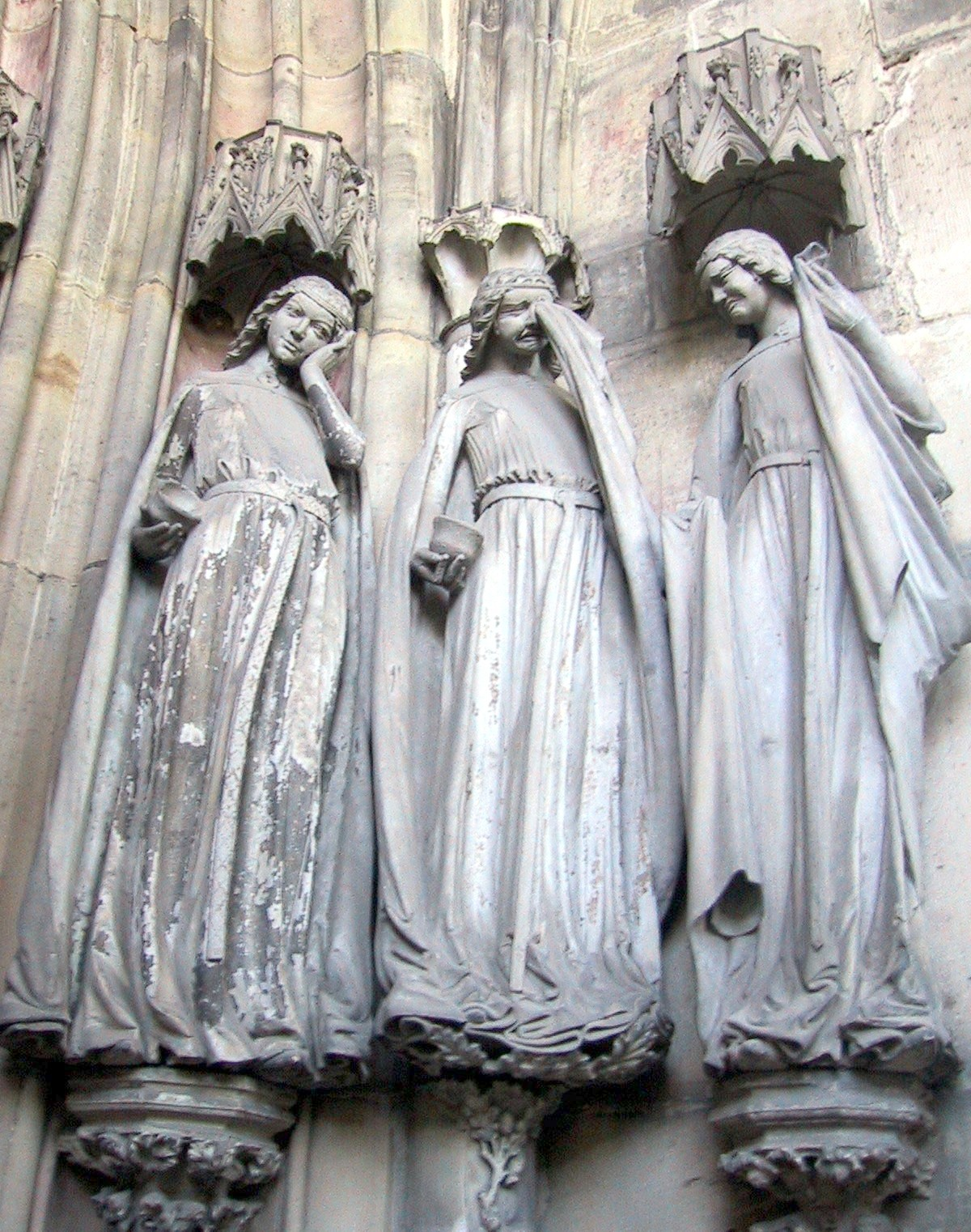
Drie van de dwaze meisjes tonen hun droefheid (Dom van Maagdenburg)
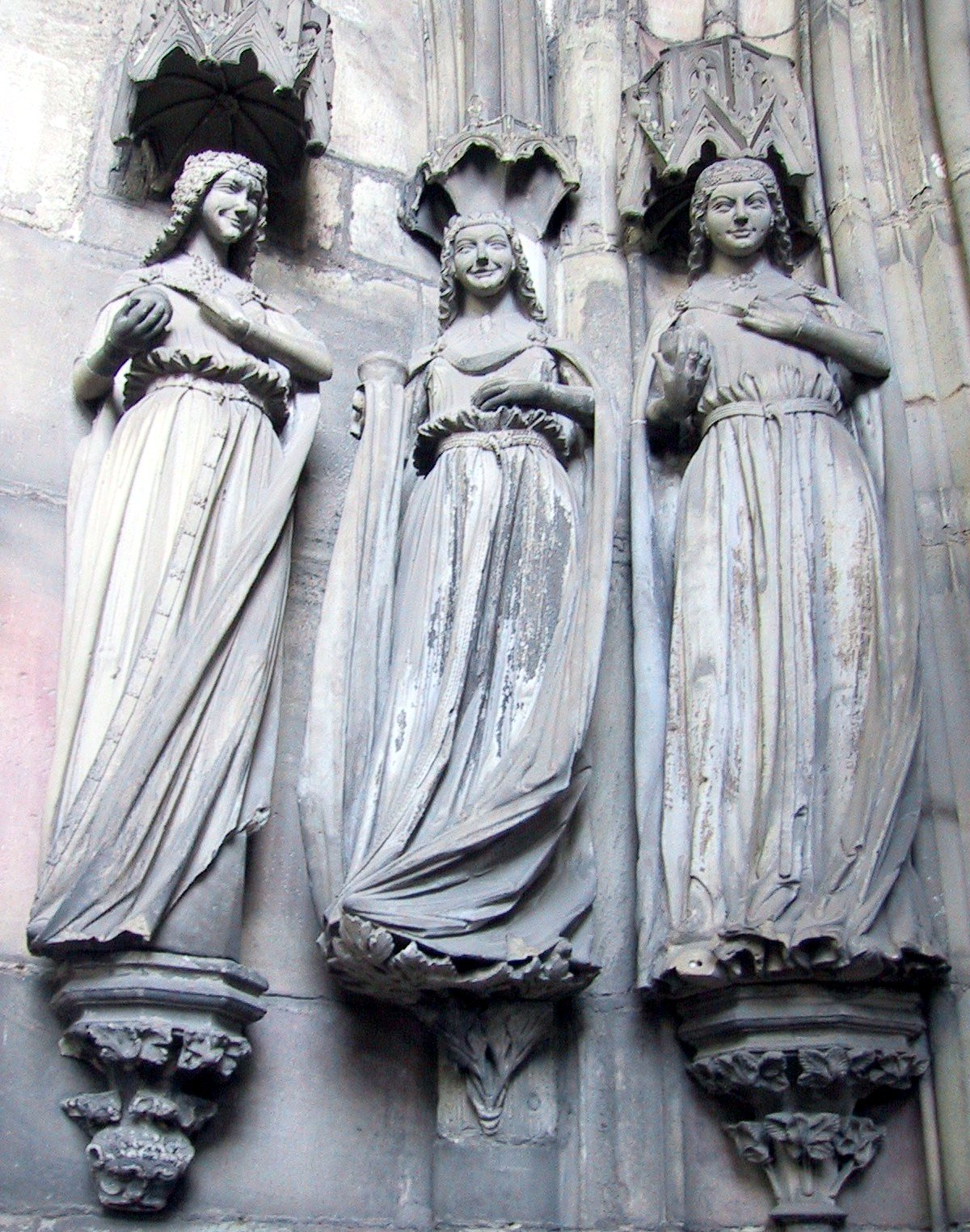
Drie van de wijze meisjes tonen hun vreugde (Dom van Maagdenburg)
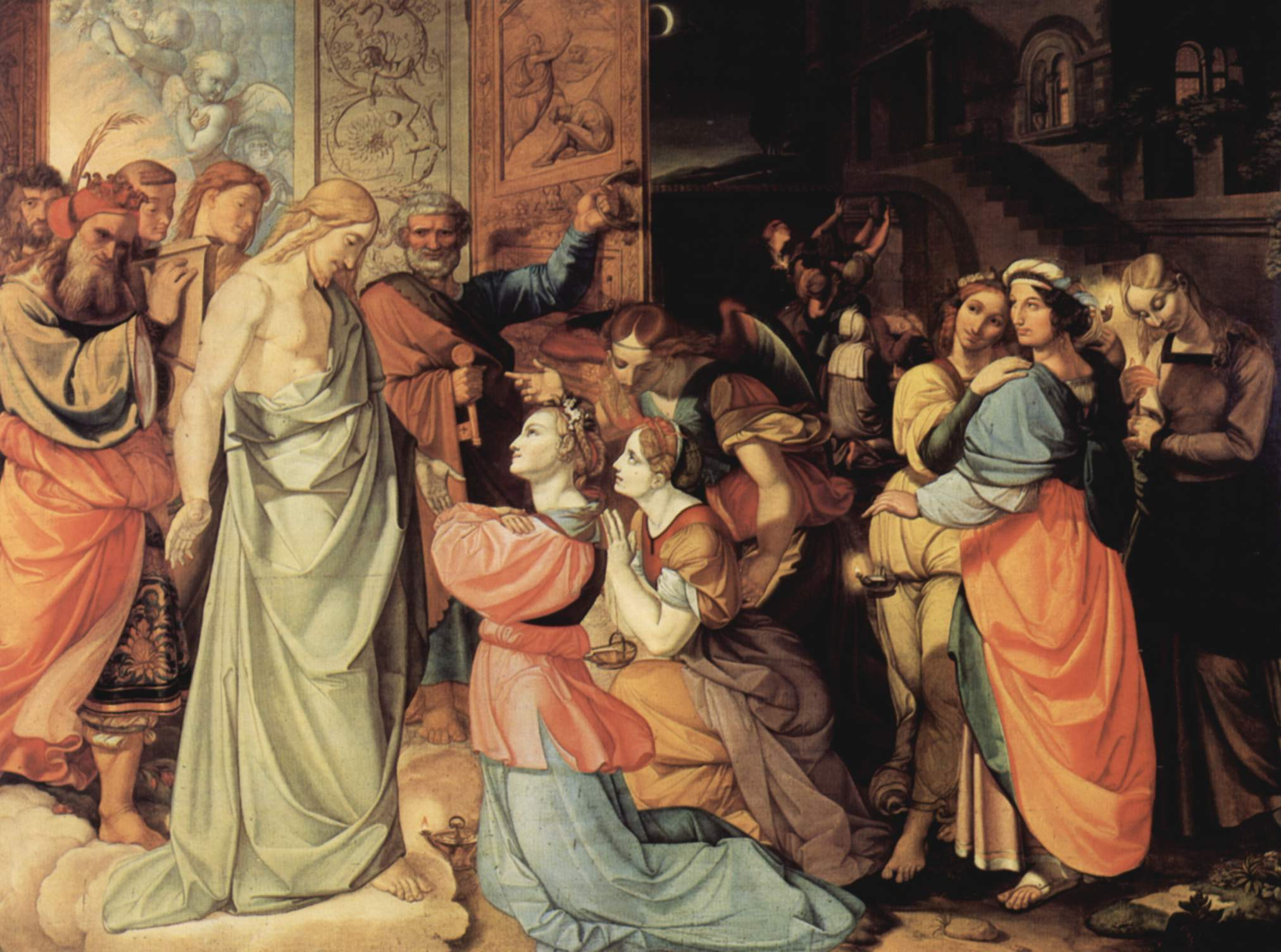
Die klugen und die törichten Jungfrauen van Peter von Cornelius (1813-1819)
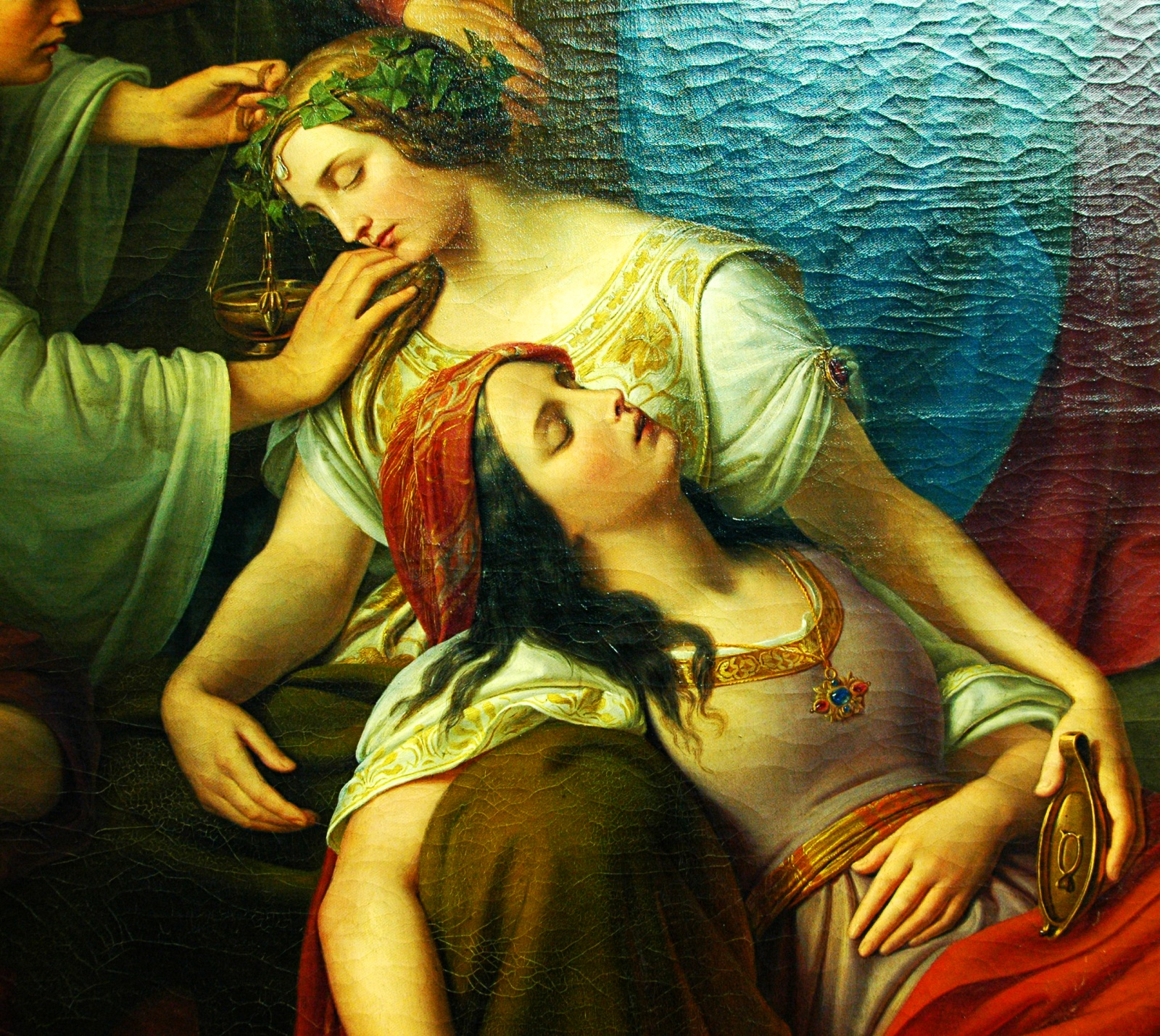
De gelijkenis van de wijze en de dwaze meisjes van Friedrich Wilhelm von Schadow (detail) (1838-1842)
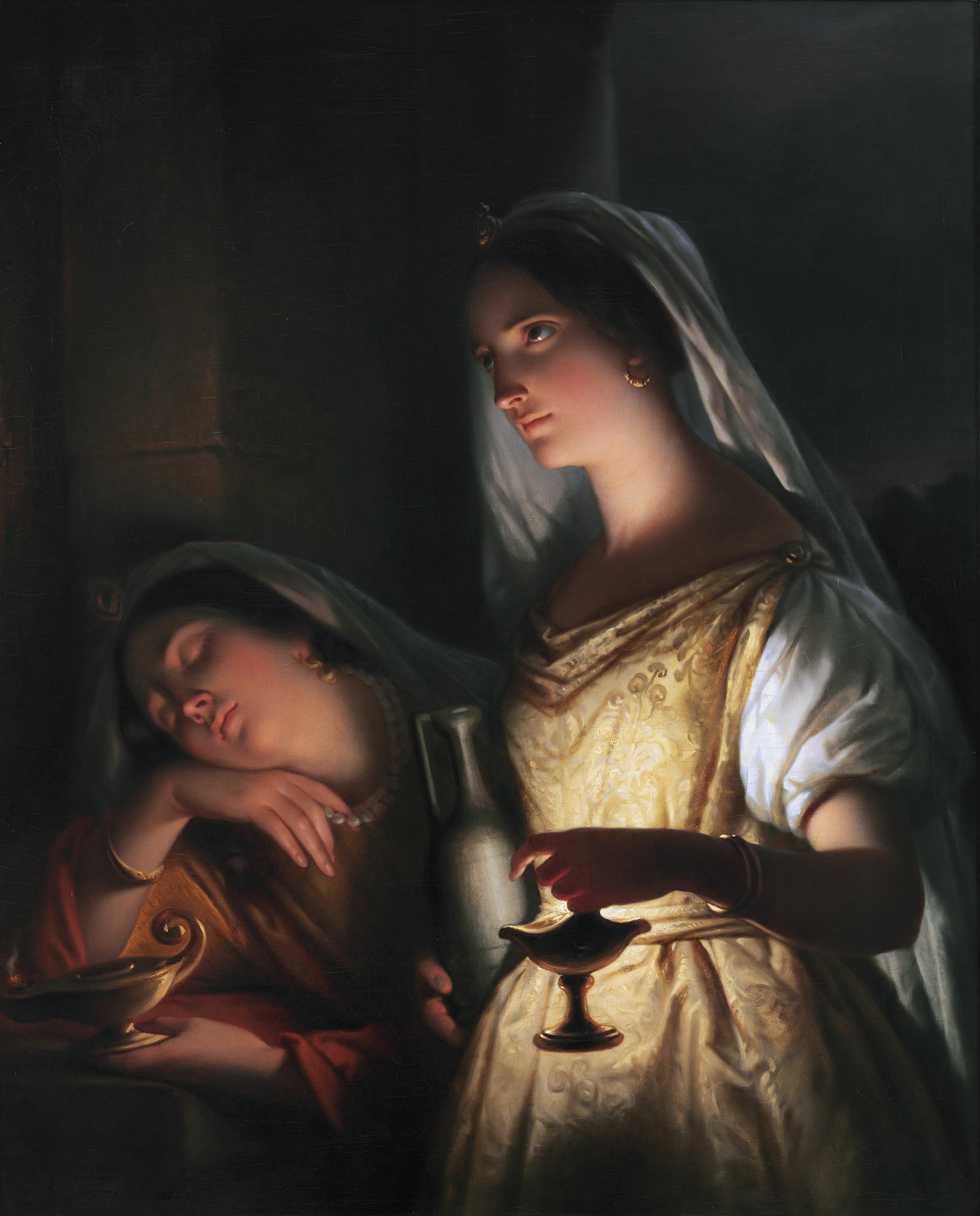
De wijze en de dwaze maagd van Jan Adam Kruseman (1848)

## Muziek
Verschillende religieuze muzikale composities zijn geïnspireerd op deze gelijkenis. De Duitse Philipp Nicola dichtte de hymne "Wachet auf, ruft uns die Stimme", die Johann Sebastian Bach toonzette in zijn cantate Wachet auf, ruft uns die Stimme (BWV 140).
De volgende liederen zijn gebaseerd op de gelijkenis of verwijzen ernaar:
- Gezang 63 uit het Liedboek voor de Kerken: "De Heer verschijnt te middernacht!"
- Gezang 262 uit het Liedboek voor de Kerken: "'Op, waakt op!' zo klinkt het luide"
- Hanna Lam dichtte het kinderlied Meisjes dwaas, meisjes wijs (Hanna Lam, Alles wordt nieuw 1, 23; "Weerklank" gezang 551)
- The Man Comes Around (2002) van Johnny Cash